# Bungar
Bungar (Bungarus) představuje rod jedovatého hada z čeledi korálovcovití (Elapidae).

## Systematika
Rod bungar (Bungarus) popsal francouzský zoolog François Marie Daudin roku 1803. Z hlediska širší systematiky spadá tento rod do čeledi korálovcovití (Elapidae), konkrétně zřejmě představuje sesterskou skupinu vůči všem zástupcům podčeledi vodnáři (Hydrophiinae), jež zahrnuje mořské zástupce korálovcovitých, stejně jako několik rodů suchozemských hadů z australské zoogeografické oblasti (mj. pakobry, taipany či smrtonoše), od nichž se mořské linie nejspíše odvozují.
Je známo celkem 16 druhů bungarů, všechny žijí v Asii:
- Bungarus andamanensis Biswas & Sanyal, 1978 – bungar andamanský
- Bungarus bungaroides (Cantor, 1839)
- Bungarus caeruleus (Schneider, 1801) – bungar modravý
- Bungarus candidus (Linnaeus, 1758)
- Bungarus ceylonicus Günther, 1864 – bungar cejlonský
- Bungarus fasciatus (Schneider, 1801) – bungar proužkovaný
- Bungarus flaviceps Reinhardt, 1843 – bungar duhový
- Bungarus lividus Cantor, 1839
- Bungarus magnimaculatus Wall & Evans, 1901
- Bungarus multicinctus Blyth, 1861
- Bungarus niger Wall, 1908 – bungar černý
- Bungarus persicus Abtin, Nilson, Mobaraki, Hosseini & Dehgannejhad, 2014
- Bungarus sindanus Boulenger, 1897
- Bungarus slowinskii Kuch, Kizirian, Nguyen, Lawson, Donnelly & Mebs, 2005
- Bungarus suzhenae Chen, Shi, Vogel, Ding & Shi, 2021
- Bungarus walli Wall, 1907

## Popis

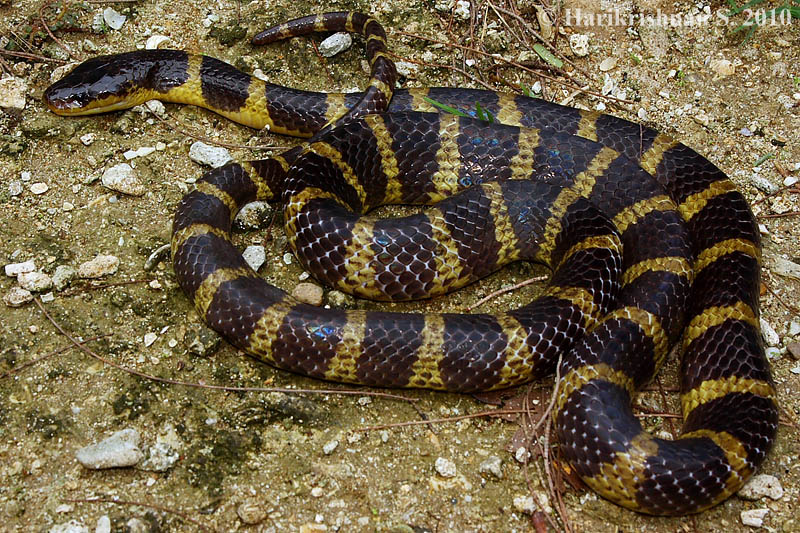
Bungar andamanský

Typový druh bungar proužkovaný (B. fasciatus) může v případě největších exemplářů dosahovat délky přes dva metry. Tělo je robustní a trojúhelníkovité v průřezu, hlava znatelně odlišená od krku. U některých bungarů se může objevovat pestré zbarvení hřbetních šupin, například u bungara proužkovaného se střídají žluté až hnědavé proužky se stejně silným tmavým proužkováním; a bungar duhový (B. flaviceps) zase vyniká jasně rudým zbarvením hlavy a ocasu, které ohraničuje jinak tmavě zabarvené tělo.
Bungaři se vyskytují v Asii, resp. především v orientální oblasti, přičemž areál výskytu zasahuje i na ostrovy Malajského souostroví. Nežijí však na Filipínách. Jsou to suchozemští hadi preferující otevřené lesy a křovinatá stanoviště, pronikají také do zemědělských oblastí. Aktivní jsou primárně v noci. Živí se především jinými druhy hadů, případně i ještěrkami, které usmrcují za pomocí jedovatého kousnutí. Jsou vejcorodí, v případě bungara proužkovaného činí snůška 3–14 vajíček, která samice střeží až do jejich vylíhnutí.

## Jed

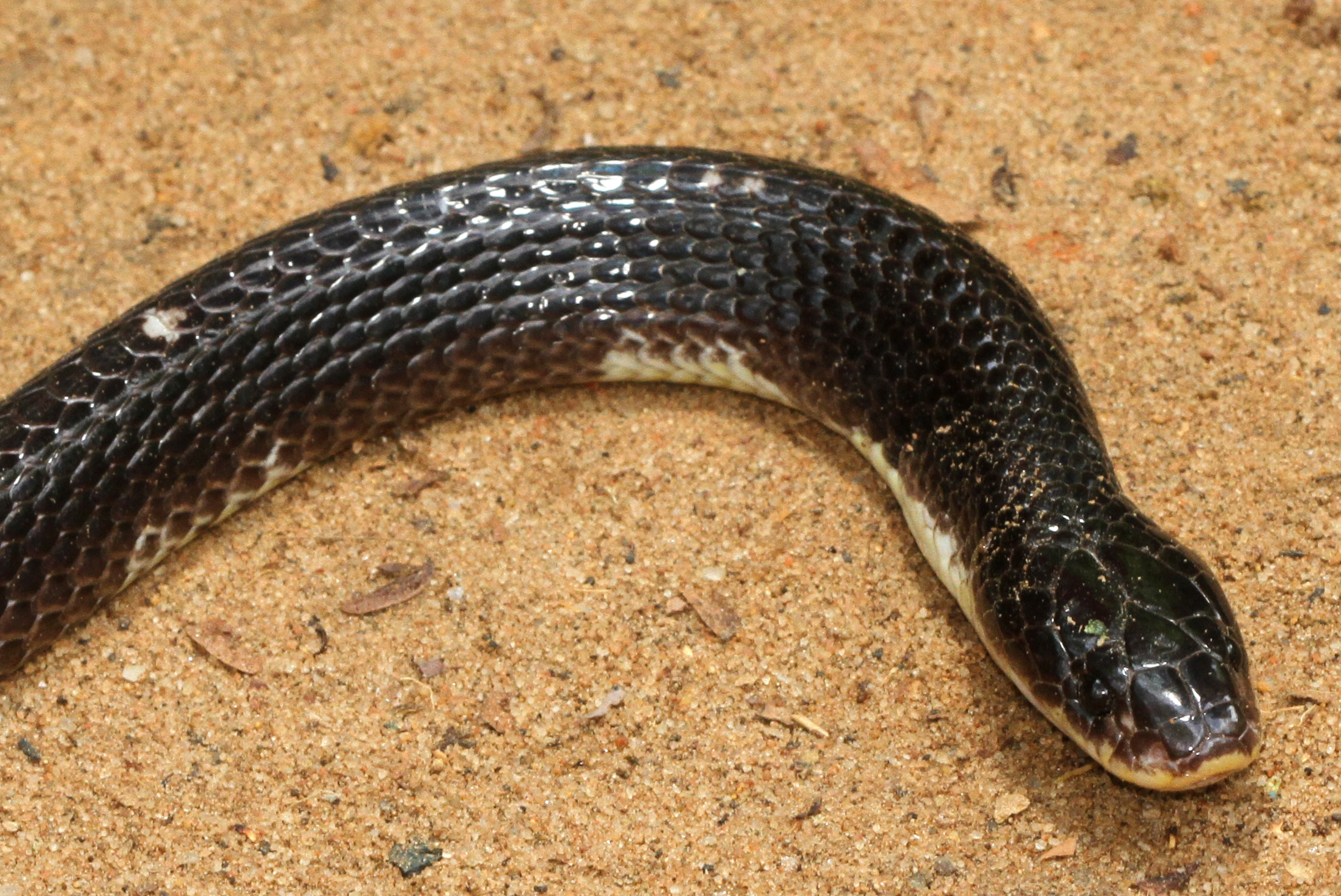
Bungar modravý, detail hlavy

Bungaři (jakož i zbylí korálovcovití) se vyznačují silnými neurotoxickými jedy, které z obecného hlediska blokují nikotinové acetylcholinové receptory na nervosvalových ploténkách. Jed bungarů neovlivňuje hemokoagulaci, jen zřídkavá je kardiotoxicita. Otrava se projevuje dušností, dysfagií, poklesem očních víček, rozmazaným viděním, svalovou slabostí, bolestmi břicha, zvracením, bolestmi na hrudi, bolestmi svalstva (myalgií), změnami vědomí a respiračním selháním. Samotná lokální reakce na uštknutí naproti tomu může být jen velmi mírná, což může vést k podcenění celé situace. Mnoho případů uštknutých lidí se na asijském kontinentu odehraje také náhodně, obvykle v noci během spánku, kdy had nedopatřením vnikne do lidských obydlí. Oběť v takovém případě nemusí uštknutí ani zaznamenat.
Především v Indii představují bungaři obávané hady, bungar modravý (Bungarus caeruleus) se společně se zmijí řetízkovou, zmijí paví a kobrou indickou řadí mezi takzvanou „velkou čtyřku“ indických hadů. Podle studie z roku 2020, která sestavila komplexní analýzu hadích uštknutí v Indii, zodpovídaly druhy rodu Bungarus za 18 % útoků.